# Лукпанов, Самат
Самат Лукпанов (1872, аул Коктерек, Астраханская губерния, Российская империя — 24 сентября 1958, село Коктерек, Фурмановский район, Западно-Казахстанская область, Казахская ССР) — старший табунщик колхоза имени Правды Фурмановского района Западно-Казахстанской области, Казахская ССР. Герой Социалистического Труда (1948).

## Биография
Родился в 1872 году в крестьянской семье в ауле Коктерек Астраханской губернии. С раннего возраста трудился в сельском хозяйстве. С 1930 года — табунщик в колхозе имени Правды Фурмановского района. В 1941 году назначен старшим табунщиком.
В 1947 году, будучи в возрасте 75 лет, вырастил при табунном содержании 50 жеребят от 50 кобыл. Указом Президиума Верховного Совета СССР от 23 июля 1948 года удостоен звания Героя Социалистического Труда за «получение высокой продуктивности животноводства в 1947 году при выполнении колхозом обязательных поставок сельскохозяйственных продуктов и плана развития животноводства» с вручением ордена Ленина и золотой медали «Серп и Молот» (№ 2548).
Проживал на территории Коктерекского сельсовета. Умер в сентябре 1958 года.